# Guécélard
Guécélard – miejscowość i gmina we Francji, w regionie Kraj Loary, w departamencie Sarthe.
Według danych na rok 1990 gminę zamieszkiwało 2261 osób, a gęstość zaludnienia wynosiła 186 osób/km² (wśród 1504 gmin Kraju Loary Guécélard plasuje się na 251. miejscu pod względem liczby ludności, natomiast pod względem powierzchni na miejscu 913.).